# بیلی کارتر
بیلی کارتر (انگلیسی: Billy Carter; متولد ۲۹ مارس ۱۹۳۷ در پلینز، جورجیا – درگذشته ۲۵ سپتامبر ۱۹۸۸ در پلینز، جورجیا)، کشاورز، تاجر و سیاستمدار آمریکایی، مبلغ نوعی از آبجو با نام تجاری Billy Beer، نامزد شهرداری پلینز، جورجیا و همچنین برادر کوچکتر فرماندار پیشین ایالت جورجیا و سی‌ونهمین رئیس‌جمهور ایالات متحده آمریکا جیمی کارتر بود.

## سال‌های آغازین
بیلی کارتر در پلینز، جورجیا متولد شده و تحصیل را در دانشگاه اموری شهر آتلانتا آمریکا پی‌گرفت، اما موفق با خاتمه تحصیل و اخذ درجه دانشگاهی نشد. او سپس چهار سال در سپاه تفنگداران دریایی ایالات متحده آمریکا مشغول خدمت شد و سپس به پلینز، جورجیا بازگشت تا در کنار برادرش به شغل خانوادگی یعنی بادام زمینی بپردازد. او در سال ۱۹۵۵ با یک دختر اهل پلینز بنام سیبل اسپارس ازدواج کرد. حاصل این ازدواج شش فرزند به نامهای کیم، جانا، ویلیام، مارل و مندی و ایرل بود که فرزند آخر هنگام مرگ بیلی کارتر دوازده سال داشت.

## سال‌های ۱۹۷۰ و پیشتر
در سال ۱۹۷۲ بیلی کارتر یک هرگز ارائه خدمات سوخت بنزین را در پلینز خریداری کرد و چند دهه به عنوان صاحب و مدیر آن ایفای نقش کرد. در سال ۱۹۷۶ برای تصدی پست شهرداری پلینز وارد عمل شد، اما انتخابات را با اختلاف اندکی باخت. او در سال ۱۹۷۷ با شعار good ol' boy که یک اصطلاح مرسوم در جنوب آمریکا بود، به عنوان مبلغ آبجو بیلی با نام تجاری Billy Beer، ساخته شرکت Falls City Brewing Company در رسانه‌ها ظاهر شد. این شیوه از عملکرد وجهه خوبی را برای نام کارتر در پایتخت آمریکا به عنوان محل حضور برادر بزرگ‌تر، رئیس جمهور جیمی کارتر دنبال نداشت. تاجایی که دامنه آن به برنامه تلویزیونی Match Game شبکه تلویزیونی ان‌بی‌سی نیز کشیده شد. اما رفتارهای عجیب از ویژگی‌های بیلی کارتر بود که از آن جمله می‌توان به ادرار کردن او در باند فردودگاه مقابل چشم رسانه‌ها اشاره کرد.

## لیبی
بیلی کارتر از سال ۱۹۷۸ تا ۱۹۷۹ سه بار از لیبی بازدید کرد. دیدارهایی که در نهایت به پرداخت وام ۲۲۰٬۰۰۰ دلاری لیبی به بیلی کارتر، تحت عنوان یک آژانس خارجی شد. وامی که به گفته ادوین پی. ویلسون افسر سابق سازمان سیا و سازمان اطلاعات نیروی دریایی ایالات متحده قرار بود دو میلیون دلار باشد. این وام حساسیت‌های فراوان، ازجمله حساسیت مجلس سنای ایالات متحده آمریکا را برانگیخت. جیمی کارتر در سال ۱۹۸۰ در واکنش به این موضوع گفت که تعهد می‌دهد، ارتباط او و برادرش بیلی باعث اعمال نفوذ لیبی نشود. در سال ۱۹۸۵ تحقیقات نشریه وال‌استریت جورنال نشان می‌داد مجموعه مقاله‌هایی که با عنوان Billygate و به قلم مایکل لدین در سال ۱۹۸۰ در هفته نامه نیو ریپابلیک به چاپ رسید، بخشی از کمپین جعلی بود که برای تأثیر در انتخابات ریاست جمهور آن سال سازماندهی شده بود. بنا بر گزارش فرانچسکو پازینزا افسر اداره اطلاعات نظامی ایتالیا، لدین برای نوشتن این مقاله و موارد مشابه یکصد و بیست هزار دلار پول دریافت کرده بود. هرچند که بعدها خود فرانچسکو پازینزا به اتهام اخاذی و تقلب در خصوص یافتن اسناد و مدارک دربارهٔ بیلی کارتر محاکمه شد.

## مرگ
بیلی کارتر در پاییز ۱۹۸۷ به دلیل سرطان لوزالمعده در سن پنجاه و یک سالگی چشم از جهان فروبست. مرگ او پنج سال پس از درگذشت خواهر پنجاه ساله‌اش روت کارتر روی داد. در سال ۱۹۹۱ ویلیام پسر بیلی کارتر زندگی نامه‌ای از او به چاپ رساند.